# Angelito Rendon Lampon
Angelito Rendon Lampon, O.M.I. (M'lang, Filipinas, 1 de março de 1950) é um clérigo filipino e arcebispo católico romano de Cotabato.

## Biografia
Após seu noviciado com os Oblatos de Maria Imaculada em Tamontaka, Cotabato, Lampon estudou filosofia na Universidade Ateneo de Manila, Cidade Quezon, e teologia na Escola de Teologia Loyola, na mesma cidade. Foi ordenado sacerdote dos Oblatos de Maria Imaculada em 26 de março de 1977.
Exerceu o seu ministério sacerdotal nos seguintes cargos: Pároco Adjunto em Lebak, Sultan Kudarat e Catedral de Cotabato (1977-1978); Membro do Seminário na Cidade de Cotabato (1979-1981); Estudos no SIADI (Instituto Interdisciplinar do Sul da Ásia) Intramuros, Manila (1981-1982); Diretor dos Postulantes e Escolásticos dos Oblatos de Maria Imaculada (1982-1988); Superior Provincial da Província Filipina dos Oblatos de Maria Imaculada (1988-1992); Conselheiro Geral dos Oblatos de Maria Imaculada, em sua Administração Geral em Roma (1992-1997).

### Episcopado
Em 21 de novembro de 1997, o Papa João Paulo II o nomeou Vigário Apostólico de Jolo e Bispo Titular de Valliposita. O papa o consagrou pessoalmente como bispo em 6 de janeiro do ano seguinte, na Basílica de São Pedro; os principais co-consagradores foram os arcebispos Giovanni Battista Re, Suplente da Secretaria de Estado, e Jorge María Mejía, Secretário da Congregação para os Bispos e do Colégio Cardinalício.
Em 27 de outubro de 2012, o Papa Bento XVI o nomeou membro do Pontifício Conselho para o Diálogo Inter-religioso por um período de cinco anos. Na Conferência Episcopal das Filipinas, foi Presidente da Comissão para o Diálogo Inter-religioso (2011-2017) e depois Presidente da Comissão para Assuntos Ecumênicos.
Em 6 de novembro de 2018, o Papa Francisco o nomeou Arcebispo de Cotabato. A posse ocorreu em 31 de janeiro de 2019, conduzida pelo Núncio Gabriele Giordano Caccia. No dia anterior, duas bombas explodiram na Catedral de Nossa Senhora do Monte Carmelo, de Jolo, matando 21 pessoas e ferindo pelo menos outras 111. Lampon não estava na missa naquela manhã, ao contrário do habitual, pois se encontrava em Manila participando de uma reunião da Conferência dos Bispos Católicos. Sua instalação na Catedral da Imaculada Conceição na cidade de Cotabato ocorreu em meio a forte esquema de segurança.